# Spreča
Pour l’article homonyme, voir Spreča (Živinice).
La Spreča est une rivière de Bosnie-Herzégovine. Elle a une longueur d'environ 137,5 km. Elle est un affluent de la Bosna.
La Spreča appartient au bassin versant de la mer Noire. Son propre bassin couvre une superficie de 1 947 km2. Elle n'est pas navigable.

## Parcours
La Spreča prend sa source au pied du mont Velja Glava (594 m), à Papraća, dans la municipalité de Šekovići ; elle traverse ensuite les municipalités de Kalesija, Živinice, Lukavac. À la hauteur de Lukavac, la rivière a reçu un barrage construit en 1963 et 1964 ; elle forme alors un lac connu sous les noms de lac de Spreča ou de Modrac, qui mesure 12 km de long et 2 km de large, avec une profondeur qui peut atteindre 14 m. Puis la Spreča traverse les municipalités de Petrovo, Gračanica, Doboj Istok et Doboj, avant de se jeter dans la Bosna près de Doboj. Dans sa course, elle reçoit les eaux de nombreux affluents, comme la Gribaja, l'Oskova, la Gostelja, la Jala, la Sokoluša et la Brijesnica.